# Klaus von Rautenfeld

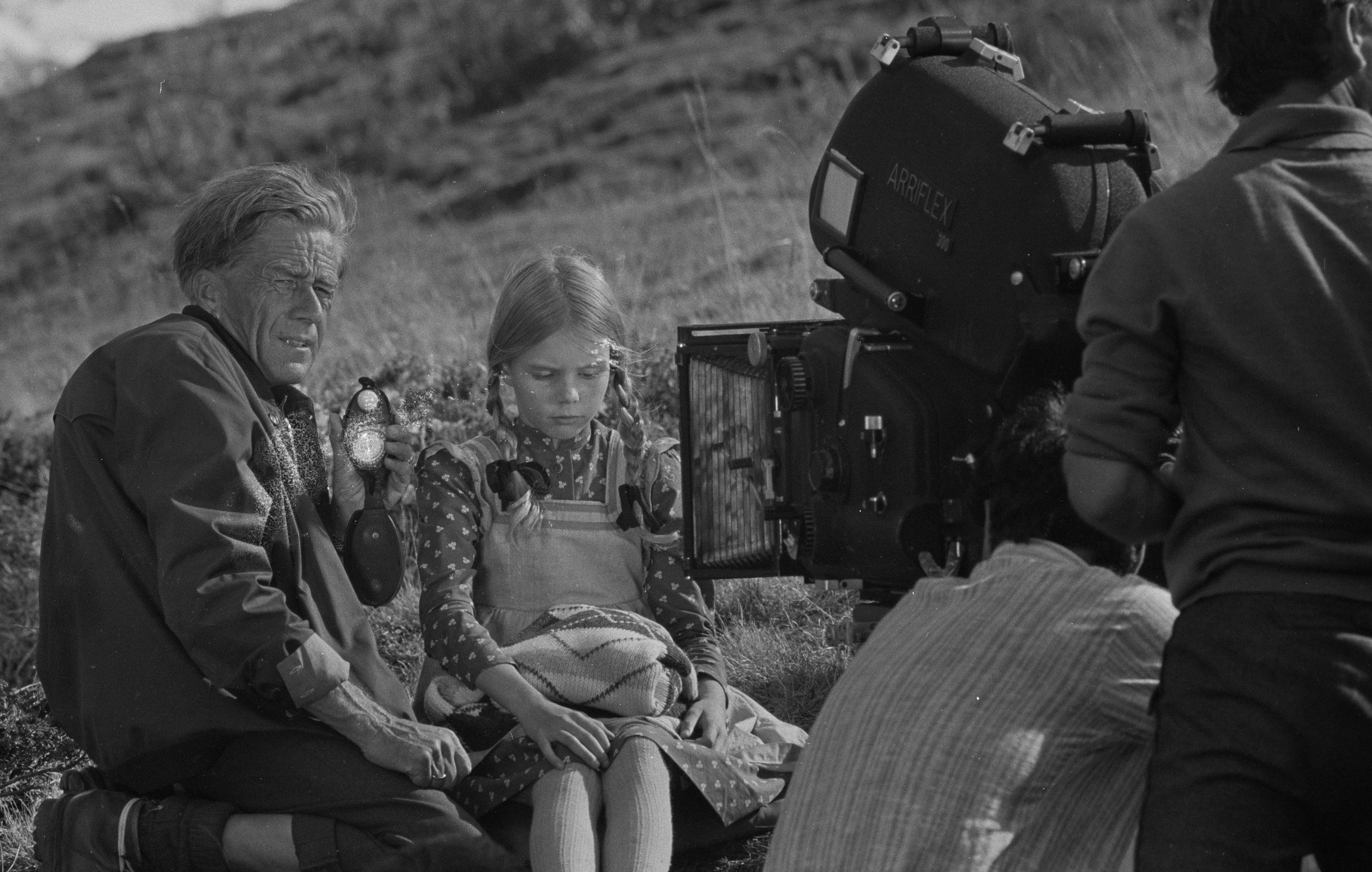
Klaus von Rautenfeld (links) und Jennifer Edwards, bei den Dreharbeiten von Heidi kehrt heim (1967)

Klaus Carl Berens von Rautenfeld (* 5. April 1909 in Dorpat; † 5. Februar 1982 in München) war ein deutscher Kameramann.

## Leben und Wirken
Er studierte Jura und absolvierte anschließend bei der UFA eine Ausbildung zum Kameramann.  1932 wirkte von Rautenfeld bei dem Montenegro-Bergfilm Das Lied der schwarzen Berge als sportlicher Leiter mit. Ab 1933 war er Kameraassistent bei Kameramann Albert Benitz und dessen Bergfilmen von und mit Luis Trenker.
1936 setzte ihn Benitz für den Film Condottieri als mitverantwortlichen Ko-Kameramann ein, danach wirkte er bis 1940 als Chefkameramann für Trenker und machte sich einen Namen als Bergfilm-Spezialist. Als Trenker 1940 mit Propagandaminister Goebbels in Konflikt geriet und nach Rom ging, arbeitete von Rautenfeld mit anderen Regisseuren zusammen.
In den 50er und 60er Jahren stand er bei zahlreichen bundesdeutschen Produktionen hinter der Kamera. Durch Filme wie Rose Bernd (1957), Das Mädchen Rosemarie (1958) und Das Wunder des Malachias (1961) erwarb er sich einige Anerkennung. Für seine Kameraführung in Labyrinth erhielt er 1960 das Filmband in Silber.

## Herkunft und Familie
Klaus Berens von Rautenfeld stammte aus dem deutsch-baltischen Adelsgeschlecht Berens von Rautenfeld. Sein Vater war der Kaufmann Eduard Erhard Victor Berens von Rautenfeld (* 1876 in Riga; † 1935 in Berlin), der mit Karin Pauline Maria Freiin von Loudon (* 1879 in Keysen, † 1960) verheiratet war. Klaus hatte zwei Brüder: Arndt (* 1906 in Kambja; † 1996 in München), der ebenfalls Kameramann war, und Götz (* 1913 auf Gut Ringmundshof, Livland † 2001 in São Paulo, Brasilien), der in der Waffen-SS gedient hatte.

## Filmografie
- 1937: Condottieri (Ko-Kameramann)
- 1938: Der Berg ruft
- 1938: Liebesbriefe aus dem Engadin
- 1939: Grenzfeuer
- 1939: Der Feuerteufel
- 1940: Im Schatten des Berges
- 1940/53: Gesprengte Gitter
- 1941: Anschlag auf Baku
- 1941: Immer nur Du
- 1944: Junge Adler
- 1945: Die Schenke zur ewigen Liebe
- 1947: Zugvögel
- 1947: Und finden dereinst wir uns wieder…
- 1949: Nach Regen scheint Sonne
- 1949: Wohin die Züge fahren
- 1951: Der Tiger Akbar
- 1952: Persien – Blickpunkt der Welt
- 1953: Weg ohne Umkehr
- 1954: Sterne über Colombo
- 1954: Die Gefangene des Maharadscha
- 1954: Frühlingslied
- 1954: Die goldene Pest
- 1954: Heimweh nach Deutschland
- 1954: Der rote Prinz
- 1954: Frühlingslied
- 1955: Der Schmied von St. Bartholomä
- 1955: Zwei Herzen und ein Thron
- 1955: Mädchen ohne Grenzen
- 1956: Viele kamen vorbei
- 1956: Holiday am Wörthersee
- 1956: Kleines Zelt und große Liebe
- 1957: Rose Bernd
- 1957: Zwei Bayern im Urwald
- 1957: El Hakim
- 1957: Skandal in Ischl
- 1957: Blaue Jungs
- 1958: Peter Voss, der Millionendieb
- 1958: Das Mädchen Rosemarie
- 1958: Der schwarze Blitz
- 1958: Die Halbzarte
- 1958: Helden
- 1959: Peter Voss, der Held des Tages
- 1959: Labyrinth
- 1959: Abschied von den Wolken
- 1960: Scheidungsgrund: Liebe
- 1960: Stefanie in Rio
- 1961: Das Wunder des Malachias
- 1961: Bis zum Ende aller Tage
- 1961: Barbara
- 1962: Heißer Hafen Hongkong
- 1962: Zwischen Schanghai und St. Pauli
- 1962: Neunzig Minuten nach Mitternacht
- 1962: Straße der Verheißung
- 1963: Wochentags immer
- 1963: Der schwarze Panther von Ratana
- 1963: Es war mir ein Vergnügen
- 1963: Elf Jahre und ein Tag
- 1964: Weiße Fracht für Hongkong
- 1964: Die Lady
- 1964: Ein Sarg aus Hongkong
- 1965: Der Fluch des schwarzen Rubin
- 1966: Kommissar X – Drei gelbe Katzen
- 1968: Zieh dich aus, Puppe
- 1968: Der nächste Herr, dieselbe Dame
- 1968: Radhapura – Endstation der Verdammten
- 1968: Heidi kehrt heim (Heidi)
- 1969: Pudelnackt in Oberbayern
- 1968: Zieh dich aus, Puppe
- 1969: Hugo, der Weiberschreck
- 1969: Die nackte Bovary
- 1971: Kreuzfahrt des Grauens (Ore di terrore)